# Sennek
Sennek właśc. Laura Groeseneken (ur. 30 kwietnia 1990 w Leuven) – belgijska piosenkarka i autorka tekstów.

## Życiorys
Urodziła się 30 kwietnia 1990 w Leuven w Brabancji Flamandzkiej. Zajmowała się sprzedażą wizualną w firmie IKEA. Napisała piosenkę „Gravity” dla belgijskiego zespołu Hooverphonic. W maju 2018, reprezentując Belgia w Konkursie Piosenki Eurowizji z utworem „A Matter of Time”, zajęła 12. miejsce w półfinale 63. Konkursu Piosenki Eurowizji w Lizbonie.